# Verbatim
Verbatim è un avverbio latino che significa "testualmente", "parola per parola".

## Uso
Il termine è entrato nel linguaggio comune per definire una frase, una citazione o un testo riscritto con assoluta fedeltà rispetto alla fonte originale. Ciò significa che un brano scritto verbatim riporta le stesse parole nello stesso ordine, senza parafrasi, sostituzioni, rimozioni, abbreviazioni o correzioni tali da compromettere il significato del testo.
L'espressione latina verbatim ac litteratim, ossia "parola per parola e lettera per lettera", costituisce una figura retorica (più precisamente un'endiadi) che sta a indicare una citazione assolutamente fedele rispetto alla frase originale.